# برایچایت
برایتشایدت (به آلمانی: Breitscheidt) یک شهر در آلمان است که در التنکیرچن واقع شده‌است. برایتشایدت ۱٬۰۱۴ نفر جمعیت دارد.